# The North Star
Pour les articles homonymes, voir North Star.
The North Star est un journal hebdomadaire abolitionniste américain de 4 pages, publié pour la première fois le 3 décembre 1847 par l'homme de lettres abolitionniste Frederick Douglass à Rochester (état de New York).

## Histoire
Le journal prend le nom The North Star en hommage aux esclaves qui s'enfuient la nuit en se repérant à la North Star (Étoile Polaire) dans le ciel.
La devise du journal, « Le Droit n'a pas de sexe, la Vérité n'a pas de couleur. Dieu est notre père à tous, et nous sommes tous frères », démontre que son objectif n'est pas seulement la fin à l'esclavage, mais aussi l'égalité entre les sexes et le droit universel à l'éducation. Parmi les collaborateurs réguliers de l'hebdomadaire figurent des anciens élèves du Oneida Institute (en), tels que Jermain Wesley Loguen (en), Samuel Ringgold Ward (en) et Henry Highland Garnet, Harriet Jacobs. Martin Delany travaille comme co-éditeur et les britanniques Julia Griffiths (en) et Charles Dickens publient également dans le journal.
Bien qu'il s'agisse d'un des journaux anti-esclavagistes les plus populaires avec 4 000 lecteurs aux États-unis, dans les Indes orientales et en Europe,, c'est un échec financier et Frederick Douglass doit hypothéquer sa maison, en 1848, pour en poursuivre la publication.
Le journal est installé au 2e étage du Talman Building à Rochester. C'est une étape de l'Underground Railroad qui sert d'abri temporaire aux esclaves en fuite vers le Canada. Le bâtiment va notamment accueillir un groupe dirigé par Harriet Tubman.
Le périodique porte ce nom jusqu'en 1851, date à laquelle il est renommé Frederick Douglass's Paper, lorsque le philanthrope Gerrit Smith rejoint le comité éditorial et renfloue l'entreprise. Il reste en circulation pendant une autre décennie, puis disparaît en Novembre 1859, date à laquelle son fondateur quitte les États-unis, profitant d'une tournée de conférences en Angleterre, pour échapper aux accusations de complicité dans l'affaire de l'assaut mené par l'abolitionniste radical John Brown contre l'armurerie de Harpers Ferry.